# Jabez W. Huntington

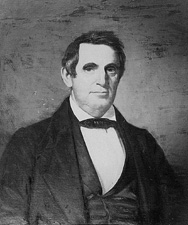
Jabez W. Huntington

Jabez Williams Huntington (* 8. November 1788 in Norwich, Connecticut; † 1. November 1847 ebenda) war ein US-amerikanischer Politiker (Whig Party), der den Bundesstaat Connecticut in beiden Kammern des Kongresses vertrat.
Nach einem Studium der klassischen Altertumswissenschaften graduierte Jabez Huntington 1806 am Yale College. Er unterrichtete danach ein Jahr lang an einer Privatschule in Litchfield, ehe er erfolgreich Jura studierte und in die Anwaltskammer aufgenommen wurde. Als Jurist blieb er in Litchfield ansässig.
1829 begann Huntingtons politische Karriere, als er dem Repräsentantenhaus von Connecticut angehörte. Noch im selben Jahr wurde er Mitglied des US-Repräsentantenhauses, in dem er nach zweimaliger Wiederwahl bis zum 16. August 1834 saß. Er legte sein Mandat nieder, um Richter am obersten Berufungsgericht von Connecticut zu werden.
Politisch wurde Jabez Huntington dann wieder 1840 aktiv, als ihm die Nachfolge des verstorbenen US-Senators Thaddeus Betts angetragen wurde. Am 4. Mai 1840 kehrte er somit in den Kongress zurück; es folgte eine Wiederwahl, ehe er während seiner zweiten Amtszeit in seinem Heimatort Norwich starb. Während der 82. und 83. Sitzungsperiode des Kongresses hatte er den Vorsitz im Handelsausschuss geführt.